# Hugues (évêque d'Avranches)
Pour les articles homonymes, voir Hugues.
Hugues (Hugo) est un évêque d'Avranches du XIe siècle.

## Biographie
Il succède à Maugis sur le siège d'Avranches en 1028.
Il sacre Jean de Ravenne abbé de Fécamp (1029-1080) selon le vœu du duc Robert le Magnifique qui s'oppose à l'archevêque de Rouen Robert le Danois.
Il souscrit à de nombreuses chartes. Il assiste en 1049 au concile de Reims tenu par le pape Léon IX.
Il poursuit la construction de la cathédrale d'Avranches, dont les parties les plus importantes sont achevées sous son épiscopat,. Vers 1040, Lanfranc vient à Avranches pour y rester deux ans pour se consacrer à l'enseignement.
À sa mort en 1059/1060, il est enterré dans la cathédrale.